# Хајнц Флое
Хајнц Флое (28. јануар 1948 — 15. јун 2013) био је немачки фудбалер.

## Каријера
Флое је играо за Келн од 1966. до 1979, освојио је титулу у Бундеслиги 1978. и Куп Немачке 1968, 1977. и 1978. Играо је још и за ТСВ 1860 Минхен (1979–1980). Каријеру је прекинуо после тешке повреде у последњем мечу.
За репрезентацију Западне Немачке је одиграо 39 утакмица и постигао 8 голова. Био је у саставу победничког тима за Светско првенство 1974. Такође је играо на Европском првенству 1976. у Југославији и Светском првенству 1978. године у Аргентини.
Дана 11. маја 2010. пао је у кому након можданог удара. Преминуо је 15. јуна 2013. године у доби од 65 година.

## Успеси

### Клуб
Келн
- Бундеслига: 1978.
- Куп Западне Немачке: 1968, 1977, 1978.[5]

### Репрезентација
Западна Немачка
- Светско првенство: 1974.
- Европско првенство: друго место 1976. Југославија.[6]